# ارچیناتسو رومانو
ارچیناتسو رومانو (به ایتالیایی: Arcinazzo Romano) یک کومونه در ایتالیا است که در استان رم واقع شده‌است.

## خصوصیات
ارچیناتسو رومانو ۲۸٫۳ کیلومترمربع مساحت و ۱٬۳۹۴ نفر جمعیت دارد و ۸۳۱ متر بالاتر از سطح دریا واقع شده‌است.